# Butjadingen
Butjadingen is een schiereiland in de Duitse deelstaat Nedersaksen en tevens een gemeente op dit schiereiland, behorend tot het landkreis Wesermarsch.

## Het schiereiland Butjadingen

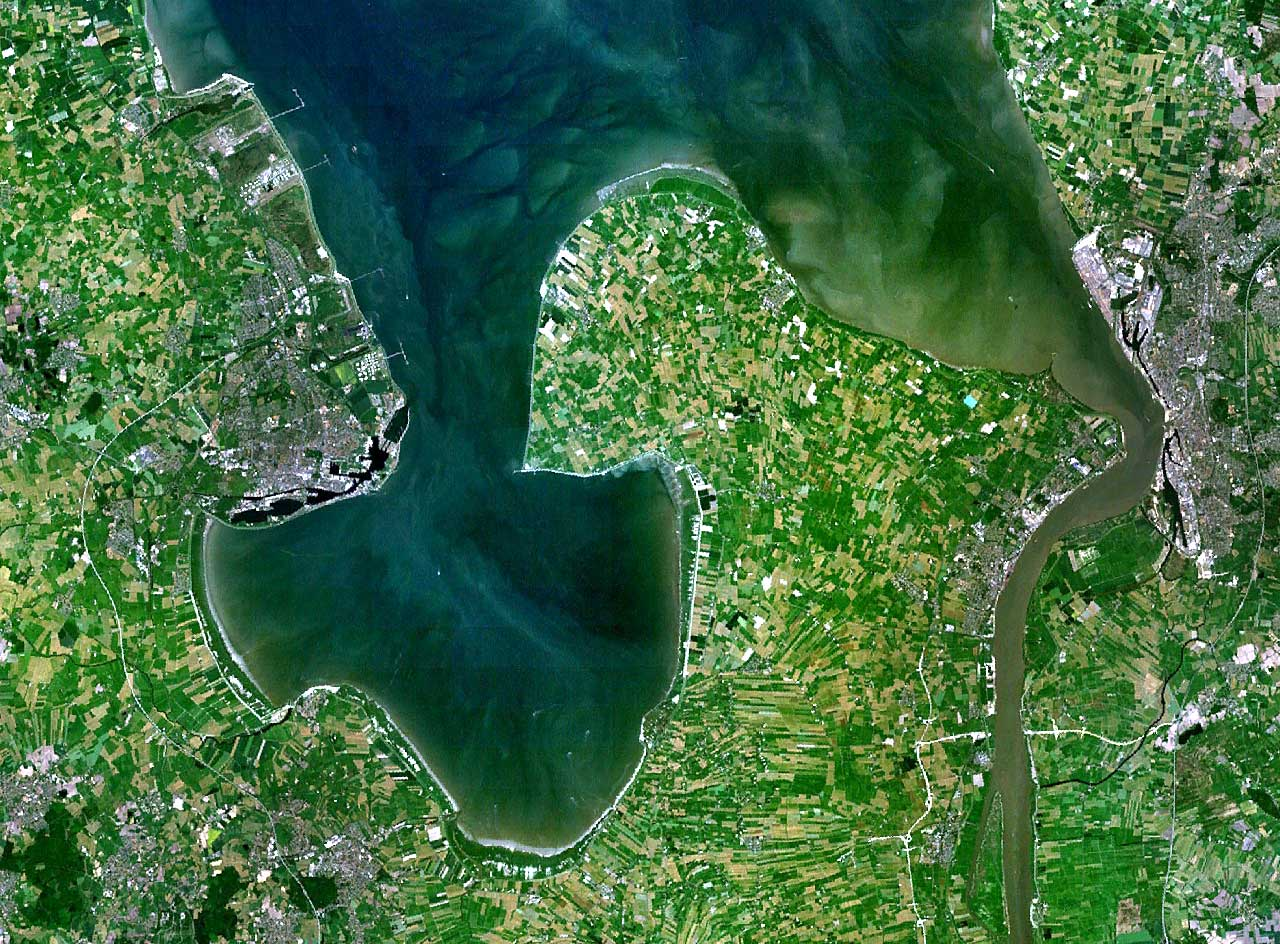
Het schiereiland Butjadingen met links de Jadeboezem en rechts de Wezer
Infrastructuur in de regio anno 2016

Het schiereiland Butjadingen ligt aan de Jadeboezem en de Waddenzee, waarin aan de oostkant de Wezer en aan de westkant de Jade uitmonden. Het omvat de gelijknamige gemeente Butjadingen (zie hierna) en de aan de oostkant gelegen gemeente Nordenham. Geografisch zou men er ook de zuidelijker gemeente Stadland toe kunnen rekenen, maar historisch gezien is dit niet juist.

### Geschiedenis
De bewoners van het schiereiland Butjadingen worden door de meeste historici beschouwd als Friezen. Tot en met de middeleeuwen behoorde dit gebied dan ook tot het grote Friesland (Magna Frisia). In het plaatselijke dialect noemen de inwoners zich Butjeters. 

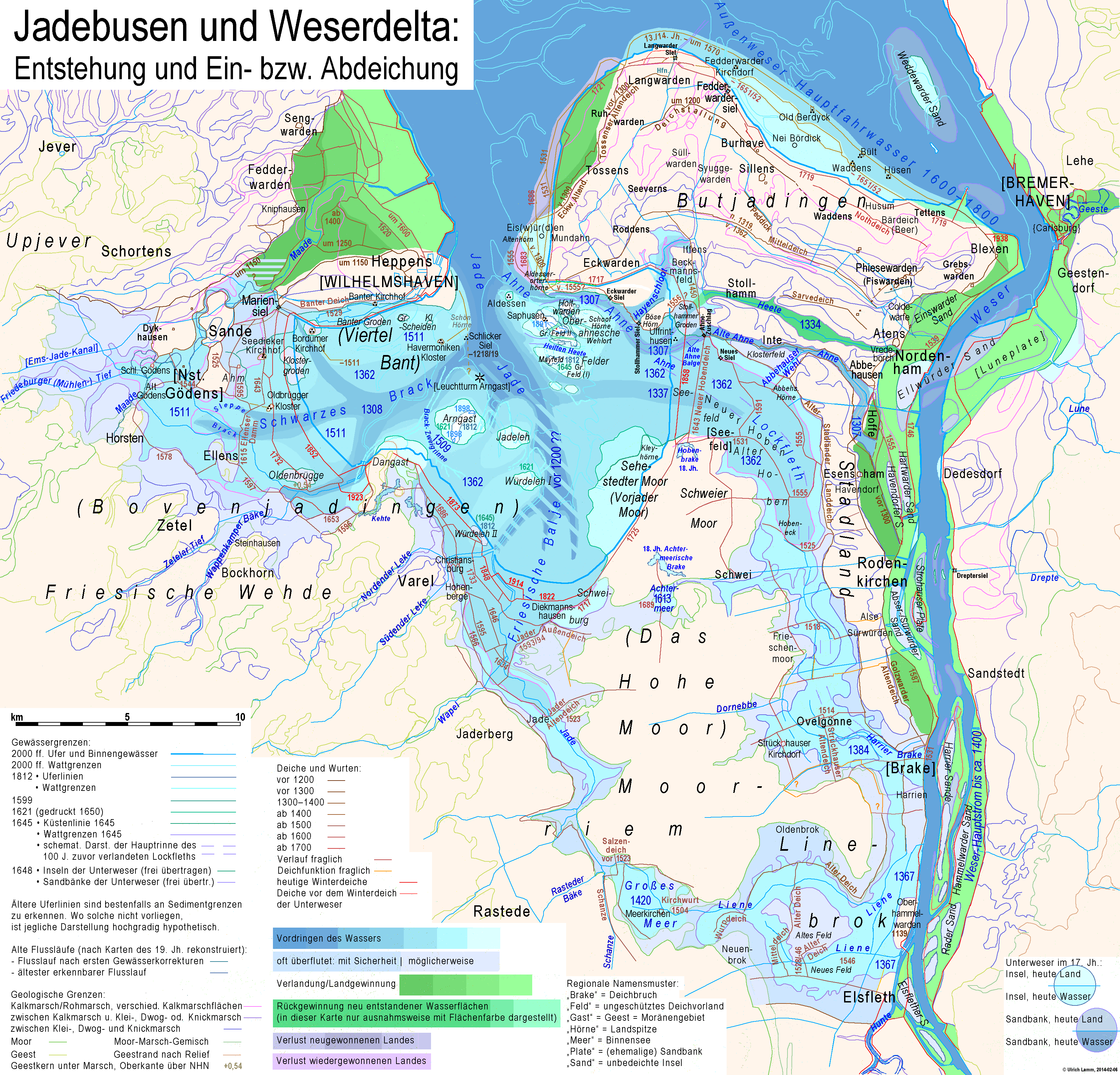
Kaart van het landverlies en de latere landwinst rondom Butjadingen

Zie ook: Jadeboezem; Nordenham; Stadland.
Het schiereiland Butjadingen, waarvan de naam ongeveer: buiten, d.w.z. vanuit westelijke richting ziende aan de overkant van, de Jade betekent, behoorde in de late middeleeuwen tot de Friese gouw Rüstringen. In de 14e, 15e en vroege 16e eeuw werd het gebied regelmatig door stormvloeden geteisterd, waardoor Butjadingen van  1334 tot 1450 een eiland in de Wezerdelta was. In dat laatste jaar werd de Heete, een zeearm direct ten westen van het huidige Nordenham, afgedamd. Andere zijgeulen van de Wezerdelta , van noord naar zuid, zie bovenstaande kaart, waren de Ahne en het brede Lockfleth. Deze drie wateren scheidden Butjadingen van het zuidelijker eiland Stadland en het nog zuidelijker vasteland. In diezelfde periode was het gebied het toneel van strijd tussen Friese hoofdelingen, soms gesteund door piraten zoals de Victualiënbroeders, en het gezag van o.a. Bremen en het Graafschap Oldenburg. Dit laatste streefde naar de heerschappij over Butjadingen. 
In de jaren na 1418 kregen de Butjadingers en Stadlanders steun van machtige, op wraak beluste, Friese hoofdelingen, o.a. Ocko II tom Brok en Focko Ukena, die in 1424 nog niet elkaars vijanden waren, en de militaire druk bracht Bremen ertoe, af te zien van aanspraken op Butjadingen.  De rond 1500 toegenomen invloed van de laatste grote Friese hoofdeling, Edzard I van Oost-Friesland leidde tot de Saksische Vete.
Na veldslagen bij Langwarden in Butjadingen en bij Hartwarden in Stadland 1514, viel het schiereiland Butjadingen in 1517 definitief in handen van het Graafschap en latere Hertogdom Oldenburg en deelde tot aan de Napoleontische tijd de historische lotgevallen daarvan (wat inhield, dat het van 1667 tot 1773 onder de Deense kroon viel).
Onder de leiding van de Oldenburgers, in de 16e eeuw, begon de periode van landherovering door inpoldering, de eilanden werden geleidelijk weer één geheel (zie ook bovenstaande kaart). Toch heeft de Kerstvloed van 1717 nog duizenden mensenlevens gekost, onder wie de helft van de inwoners van het dorp Stollhamm. In de 19e eeuw had het gehele schiereiland enige malen te lijden van moeraskoorts-epidemieën. Toen aan het eind van die eeuw door het graven van weteringen de ontwatering in het drassige gebied  verbeterde, kwam hieraan een einde.

## De gemeente Butjadingen
De gemeente Butjadingen telt 6.086 inwoners. Butjadingen ligt aan de Jadeboezem en de Waddenzee, ten noorden van buurgemeente Stadland en ten westen van de aan de Wezer gelegen buurgemeente Nordenham. Het gemeentebestuur bevindt zich in Burhave.

### Indeling van de gemeente
In de gemeente liggen de volgende dorpen en gehuchten (zie ook www.map-one.eu/Butjadingen digitale plattegrond op de website van de gemeente):
| - Burhave, hoofdplaats - Eckwarden - Eckwarderhörne - Fedderwardersiel - Isens - Langwarden - Roddens - Niens | - Ruhwarden - Seeverns - Sillens - Iffens - Stollhamm - Süllwarden - Tossens - Waddens |

De hoofdplaats, met 2.000 inwoners ook het grootste dorp van de gemeente, is Burhave. De belangrijkste andere dorpen zijn de badplaatsen Tossens aan de westkust en Fedderwardersiel aan de noordkust, het dorp Langwarden op de noordpunt, Stollhamm iets landinwaarts in het zuiden en Eckwarden, aan de westkust van het schiereiland.

### Infrastructuur
Butjadingen is door middel van veerdiensten verbonden met Wilhelmshaven in het westen en Bremerhaven in het oosten. Vanuit Nordenham, dat geografisch wel, maar bestuurlijk niet tot Butjadingen behoort, is er een treinverbinding via Hude  met Bremen, alsmede op de grens met de gemeente Stadland een wegverbinding via de Wesertunnel met de Autobahn A27 aan de oostelijke Wezeroever.
Met openbaar vervoer is de gemeente niet ruim bedeeld. De belangrijkste buslijn, lijn 400, rijdt van Nordenham via o.a. Burhave en Tossens naar Stollhamm en dan terug naar Nordenham. In die stad staat het dichtstbijzijnde spoorwegstation. Daarnaast is er een groot aantal buurtbuslijnen, waarvan de dienstregeling is ingericht op de vervoerbehoefte van scholieren (1 bus 's morgens vroeg, en enige in de middaguren; niet in de weekeinden).  Van 1908 tot 1969, voor passagierstreinen slechts tot 1956,  bestond er een, in die tijd bij gebrek aan goede straten belangrijk,  spoorlijntje met de naam Butjadinger Bahn, van Nordenham via Stollhamm, Burhave, Tossens, Eckwarden naar Eckwarderhörne aan de zuidwestkust.

### Economie
Butjadingen is een overwegend agrarisch gebied, maar sedert 1970 is het toerisme er de belangrijkste bedrijfstak, zie hierna.
Feddewardersiel heeft een vissershaven, van waaruit enige beroepsvisserij op garnalen plaatsvindt. Deze haven is ook thuishaven van een moderne reddingboot ter zee.
De buurstad Nordenham beschikt over industrie en een haven aan de Wezer; in de gemeente Butjadingen wonen tamelijk veel forensen, die daar een werkkring hebben.
Bij de gehuchten Brüddewarden in het noorden en Ahndeich in het uiterste zuiden van het gemeentegebied staan twee kleine windmolenparken.
De kerncentrale Unterweser ten noorden van Rodenkirchen gemeente Stadland werd in 2011 gesloten, en in 2018 is begonnen met de sloop.

### Geschiedenis gemeente Butjadingen
Zie ook hierboven voor gegevens over de geschiedenis van het gehele schiereiland.
Bijna alle christenen, en dus ook bijna alle kerken in de gemeente, zijn sedert de Reformatie in de 16e eeuw evangelisch-luthers.
In 1933 zijn de gemeentes Langwarden en Stollhamm bij de gemeente Burhave gevoegd; de fusiegemeente is in 1936 omgedoopt in Butjadingen. Deze maatregel werd in 1948 teruggedraaid, maar bij de gemeentelijke herindeling van 1974 opnieuw ingevoerd. De voordien niet onbelangrijke garnalenvisserij bij Waddens werd rond 1970 door het verzanden van de haven beëindigd.

### Bezienswaardigheden, toerisme e.d.

#### Bezienswaardigheden
- Oude terpdorpjes, in enkele gevallen nog in het bezit van een middeleeuws kerkje:
  - Tossens: de Sint-Bartolomeüskerk
  - Eckwarden, romaanse St. Lambertuskerk, bouwjaar onbekend, maar zeker middeleeuws, met doopvont van de hand van de beeldhouwer Ludwig Münstermann (1616) en fraai klinkend, modern orgel
  - Langwarden, St. Laurentiuskerk, gebouwd in de late 12e eeuw, verkleind en van een apsis voorzien in de 19e eeuw, en in 1908 van een nieuwe kerktoren voorzien. Belangrijk in deze kerk is het orgel. Het werd rond 1650 gebouwd door de orgelbouwer Hermann Kröger en in 1705 vergroot door Arp Schnitger, en in 2015 gerestaureerd in het atelier van Jürgen Ahrend.
- Museum te Fedderwardersiel aan de vissershaven (lokale historie; tevens bezoekerscentrum Nationaal Park Nedersaksische Waddenzee)
- Beeldenroute langs de weg van Burhave naar Fedderwardersiel.
- Galerie am Wehlhamm in Ruhwarden, moderne beeldende kunst van kunstenaars uit de regio
- Vogelreservaten op de Waddenzee, o.a. voor de kust bij Stollhamm (30 km2)

#### Toerisme
Een aantal plaatsen in de gemeente heeft zich tot Noordzeebadplaats ontwikkeld:
- Het bungalowpark onderaan de Waddenzeedijk met zwembad en andere sport- en recreatiefaciliteiten ten noordwesten van Tossens; dit bungalowpark, Park Nordseeküste, van de keten Center Parcs, werd in 1992 geopend. Sedertdien is het diverse malen van eigenaar veranderd, gemoderniseerd en uitgebreid.
- Fedderwarden en Fedderwardersiel hebben zich tot één badplaats aan de noordkust ontwikkeld, en zijn door bouw van o.a. een wijk met vakantiewoningen nog slechts 2 km van het iets zuidoostelijker gelegen Burhave verwijderd.
- Burhave zelf heeft zich in de richting van de zee uitgebreid en beschikt over faciliteiten, die bij een kuuroord passen: een fraai park, een Haus des Gastes, een voor spel en recreatie door jong en oud ingericht gebouw met de naam Spielscheune (Speelschuur) enz.
- Eckwarden heeft een jachthaven aan de Waddenzee; ook de haven van Feddewardersiel heeft faciliteiten voor de pleziervaart.
- Vanuit enkele kustdorpen, waaronder Tossens, en (vanaf de camping te) Eckwarderhörne aan de zuidwestpunt, worden in de zomer door een gids begeleide wadlooptochten op de Waddenzee georganiseerd.
- Diverse langeafstands-fietsroutes lopen gedeeltelijk door de gemeente. Ook op delen van het tracé van de vroegere spoorlijn Butjadingerbahn zijn enkele fietspaden aanwezig.

### Afbeeldingen

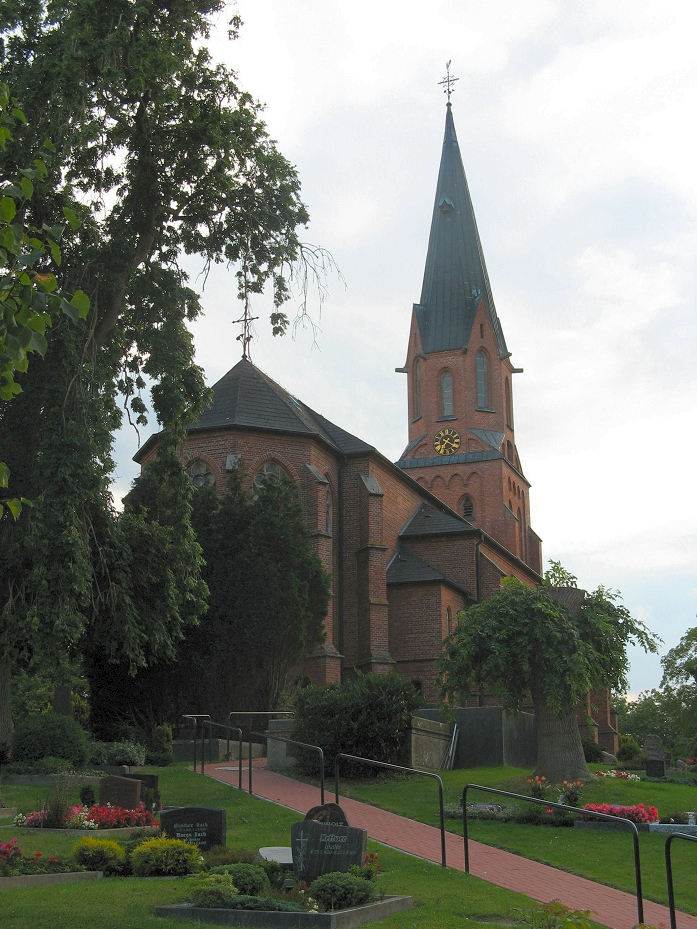
Ev. lutherse St.Pieterskerk, op de terp van Burhave
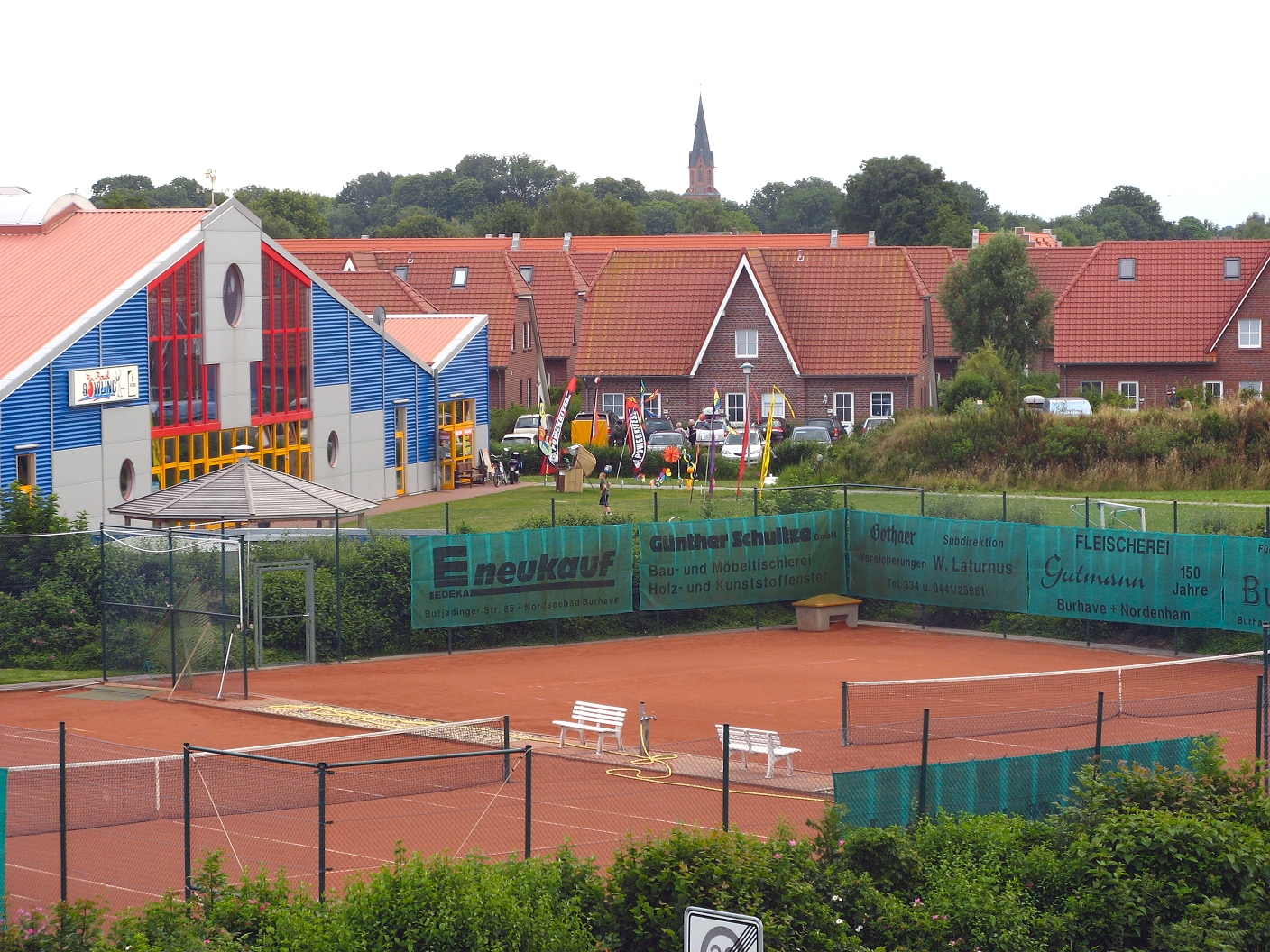
Spielscheune, Burhave
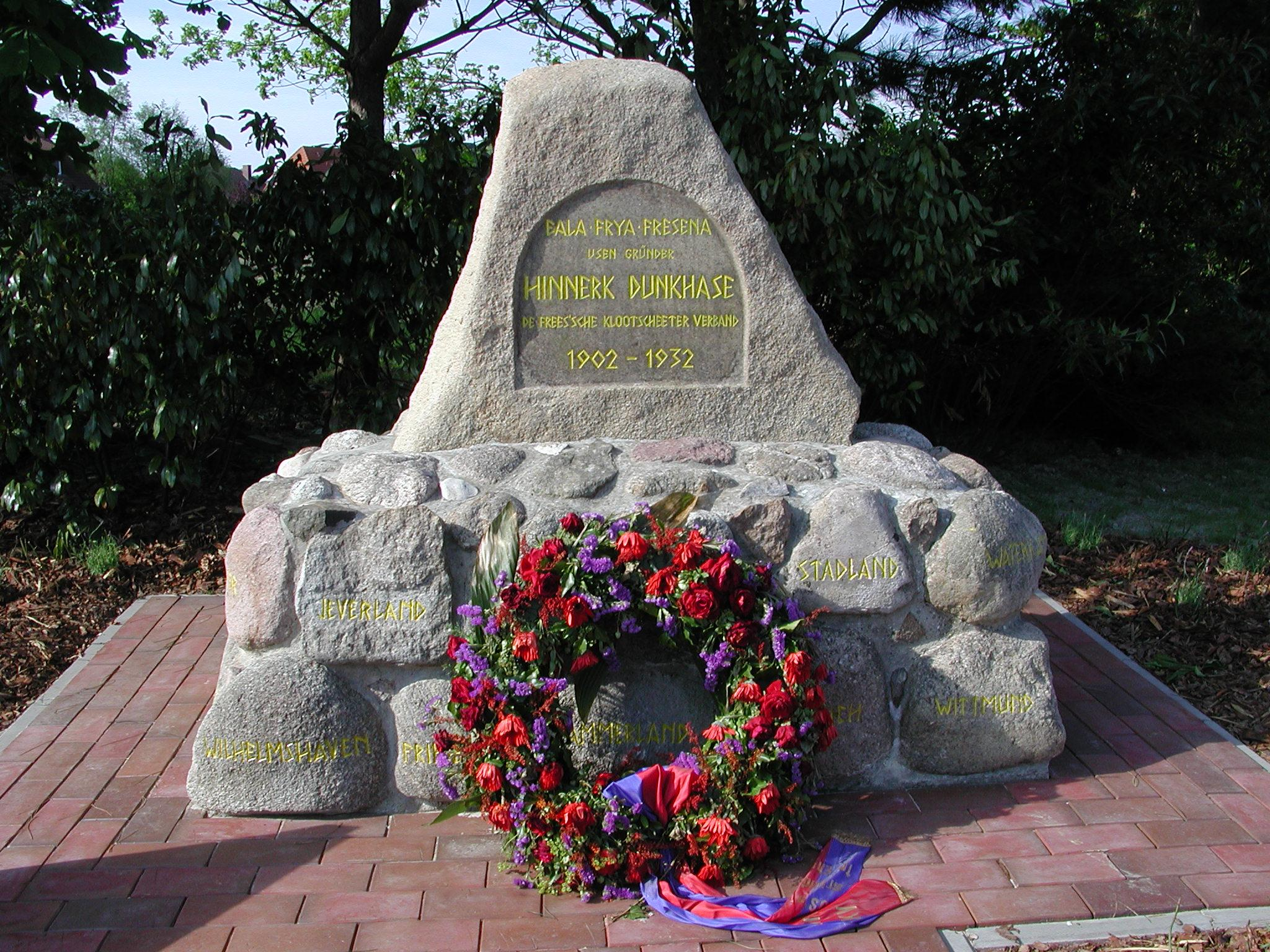
Hinnerk-Dunkhase-monument, Burhave
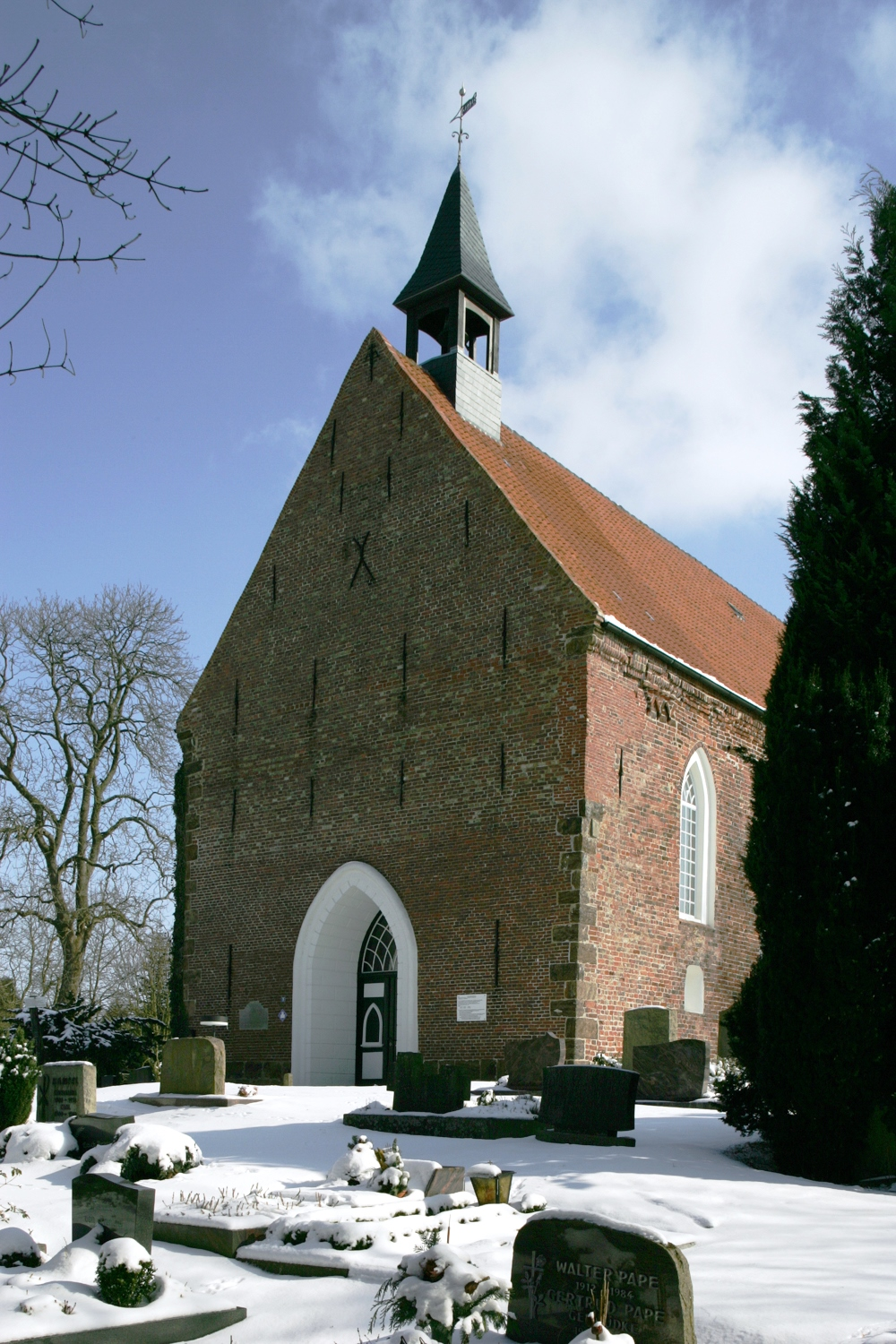
Eckwarden, St. Lambertuskerk
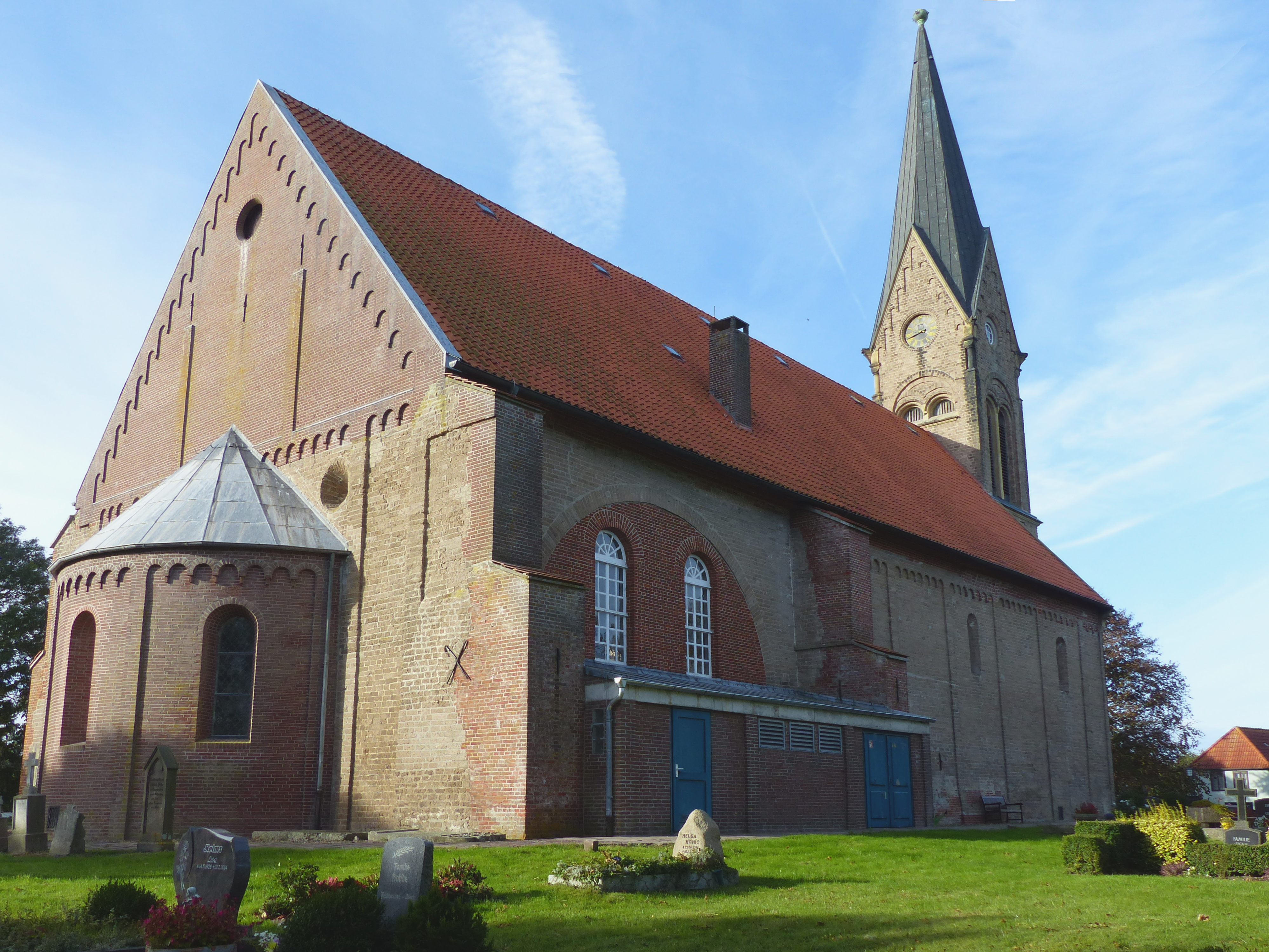
Langwarden, St. Laurentiuskerk
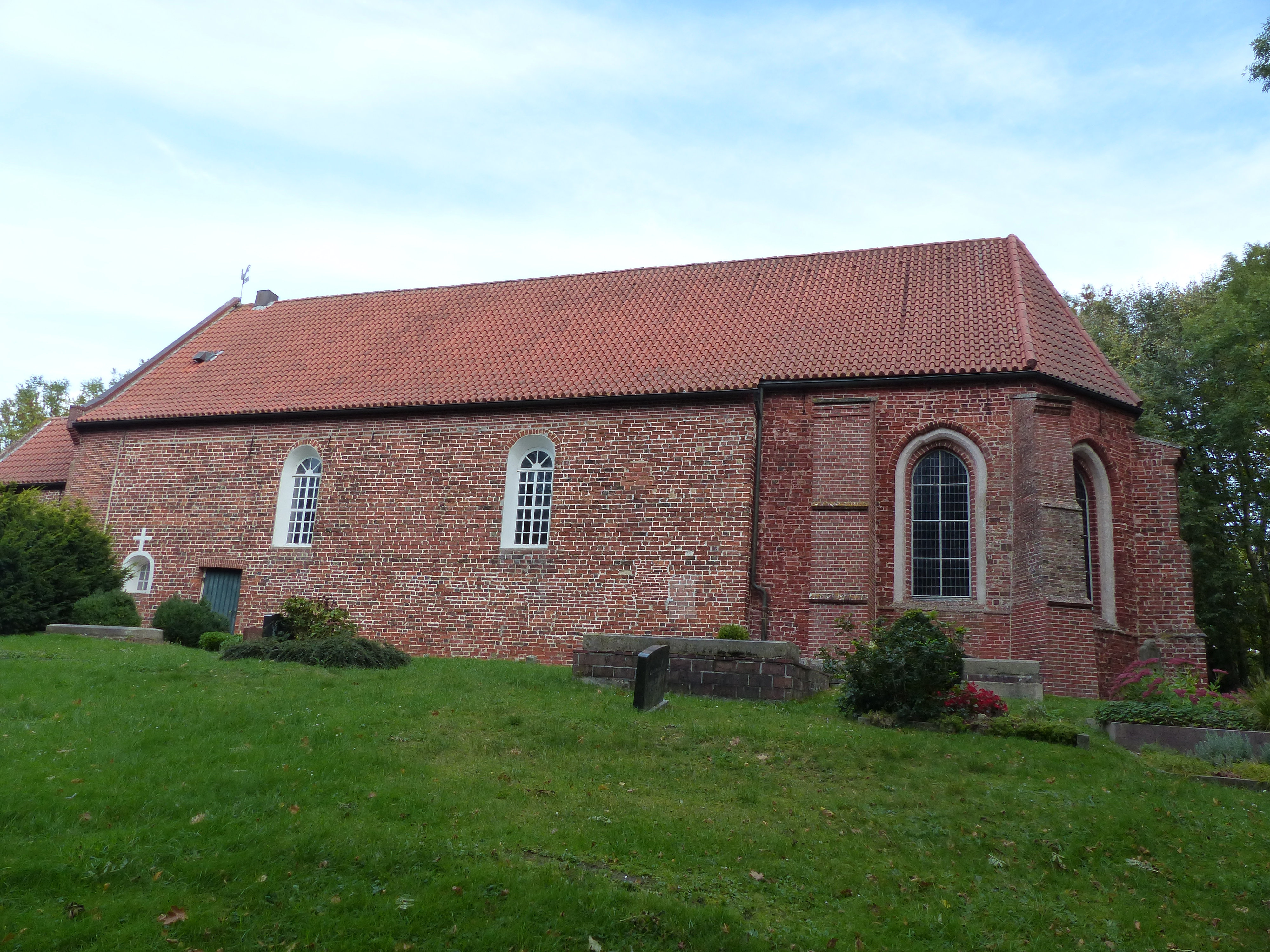
Tossens, Bartholomeüskerk
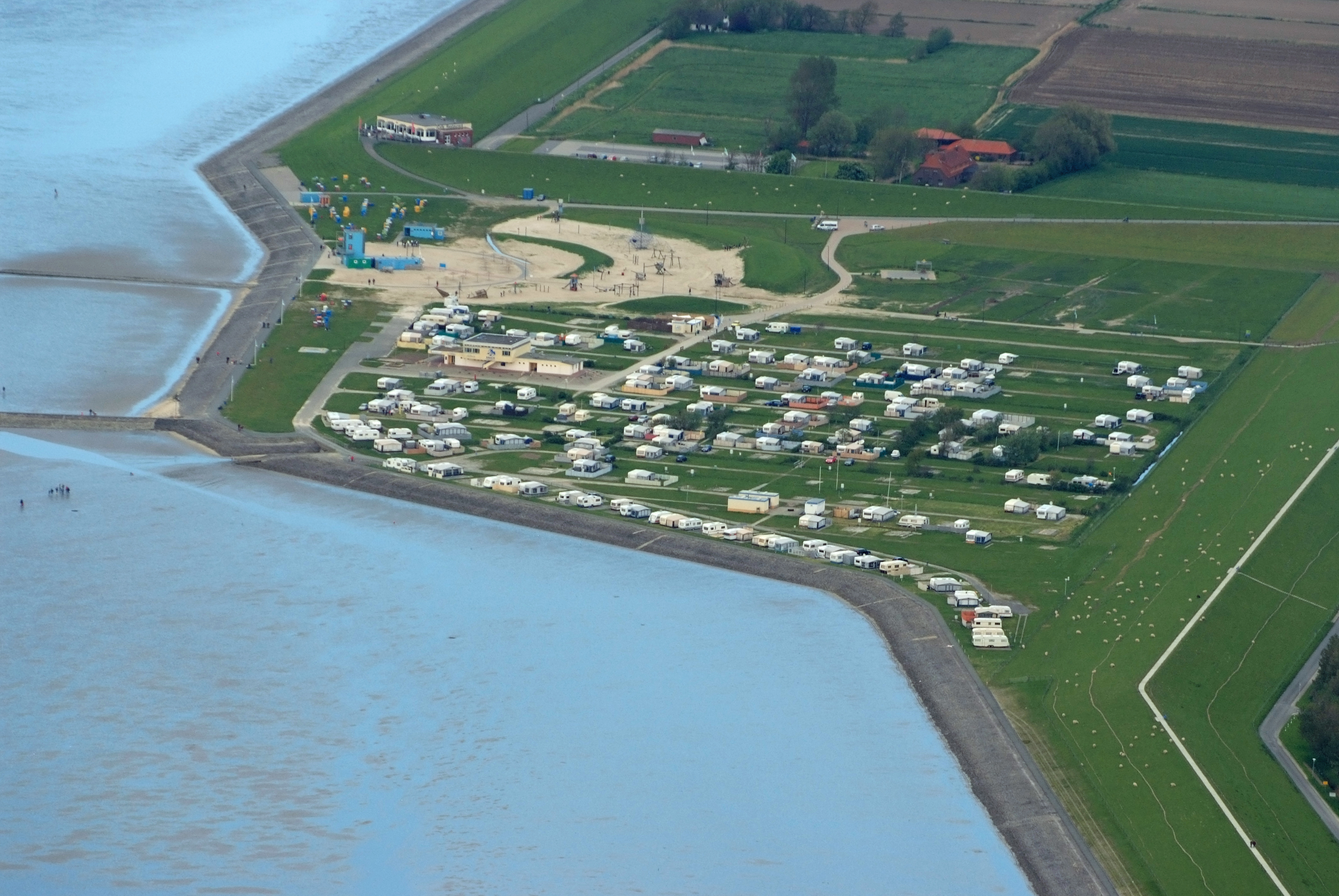
Strand van Tossens
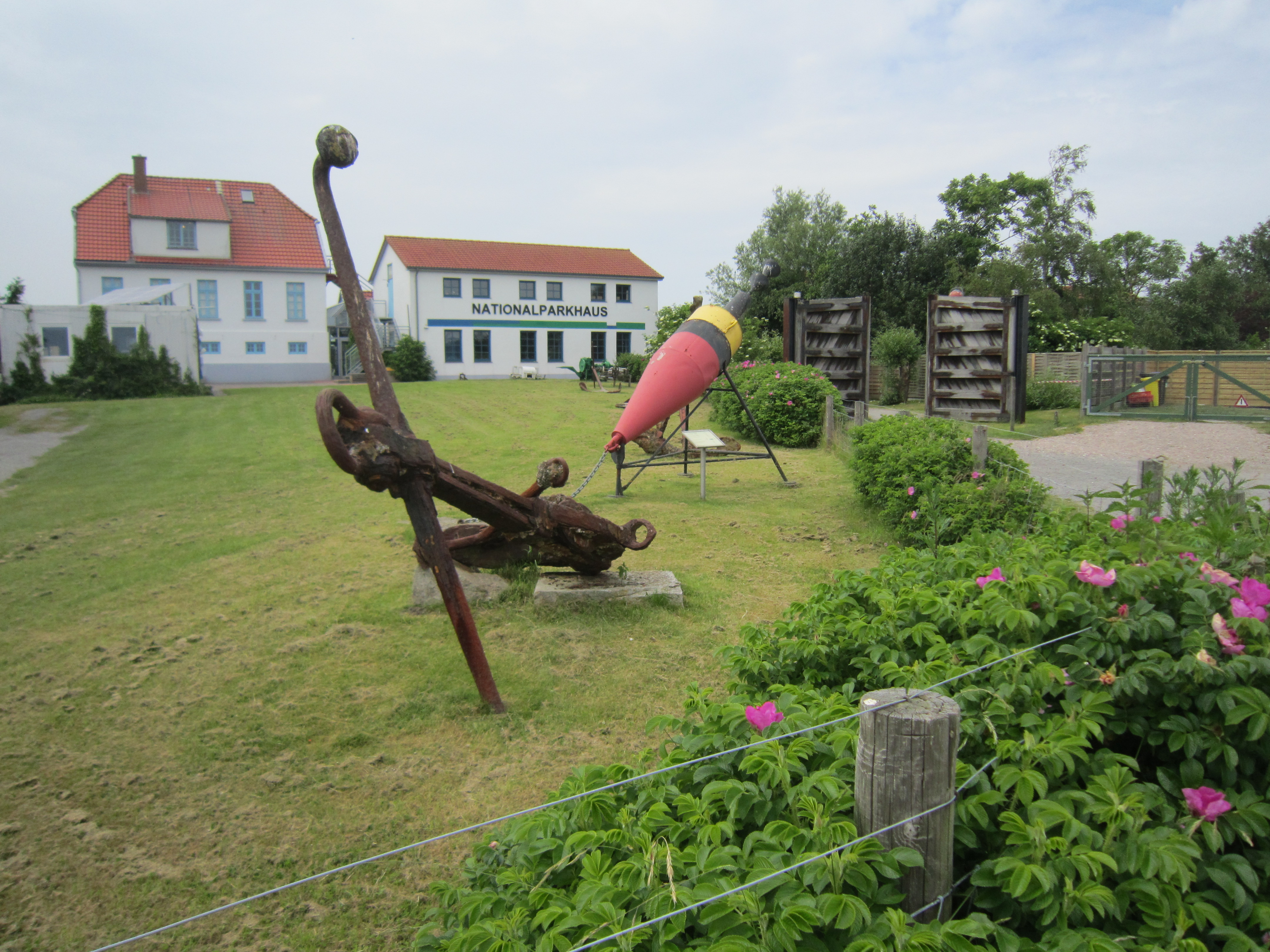
Fedderwardersiel, museum
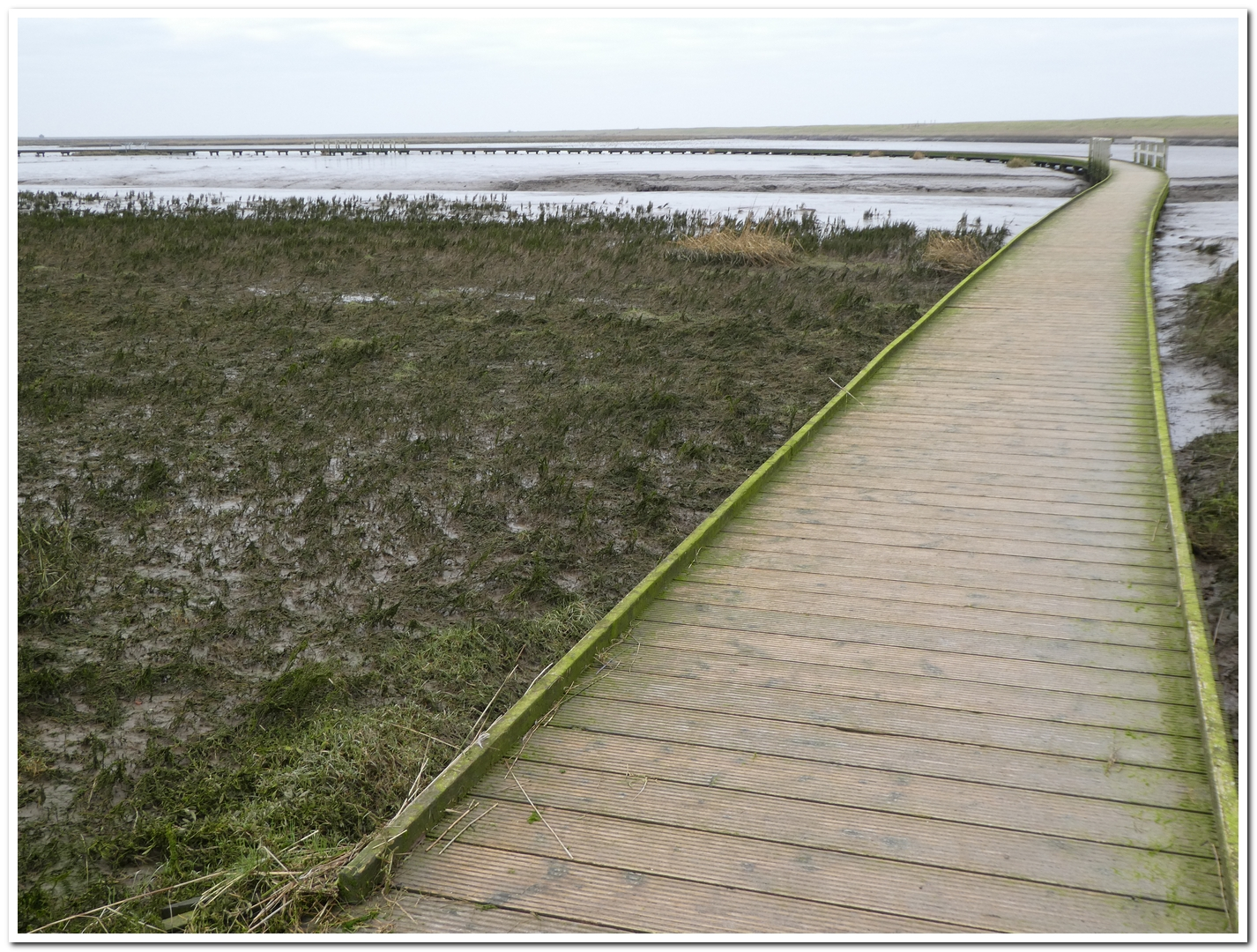
Langwarder Groden, knuppelpad

### Belangrijke personen in relatie tot de gemeente Butjadingen
- Sibrandus Lubbertus (Langwarden, ca.1555 – Franeker, 10 januari 1625) of Sibrand Lubbert, calvinistisch theoloog
- Hinrich Wilhelm Dunkhase (* 22 januari 1857 in Syuggewarden, een gehucht bij Burhave; † 18 januari 1905 in Burhave), Platduits: Hinnerk Dunkhase, boer en pionier op het gebied van het organiseren van melkveehouderij-coöperaties; vooral bekend als uitstekend klootschieter; oprichter van de overkoepelende klootschietersbond Friesische Klootschießer-Verband; stierf, na op gevorderde leeftijd, bij strenge vorst, zijn geliefde sport te hebben beoefend, aan een longontsteking. In 1932 is voor hem een monument opgericht.
- Bodo von Harbou (7 april 1887 te Stollhamm, - 29 juli 1944), was een Duits militair die betrokken was bij het Complot van 20 juli 1944.

- Gemeinsame Normdatei: 4088750-9
- Library of Congress Control Number: n90630176
- MusicBrainz: e66024c3-9ddd-4dd4-a563-d146368b6357
- Nationale Bibliotheek van Israël: 987007567523405171
- Virtual International Authority File: 146709924
- WorldCat: E39PBJbCHCttYD4RYfFpxYp9Dq

Berne · 
Brake · 
Butjadingen · 
Elsfleth · 
Jade · 
Lemwerder · 
Nordenham · 
Ovelgönne · 
Stadland